# 제 쇼프

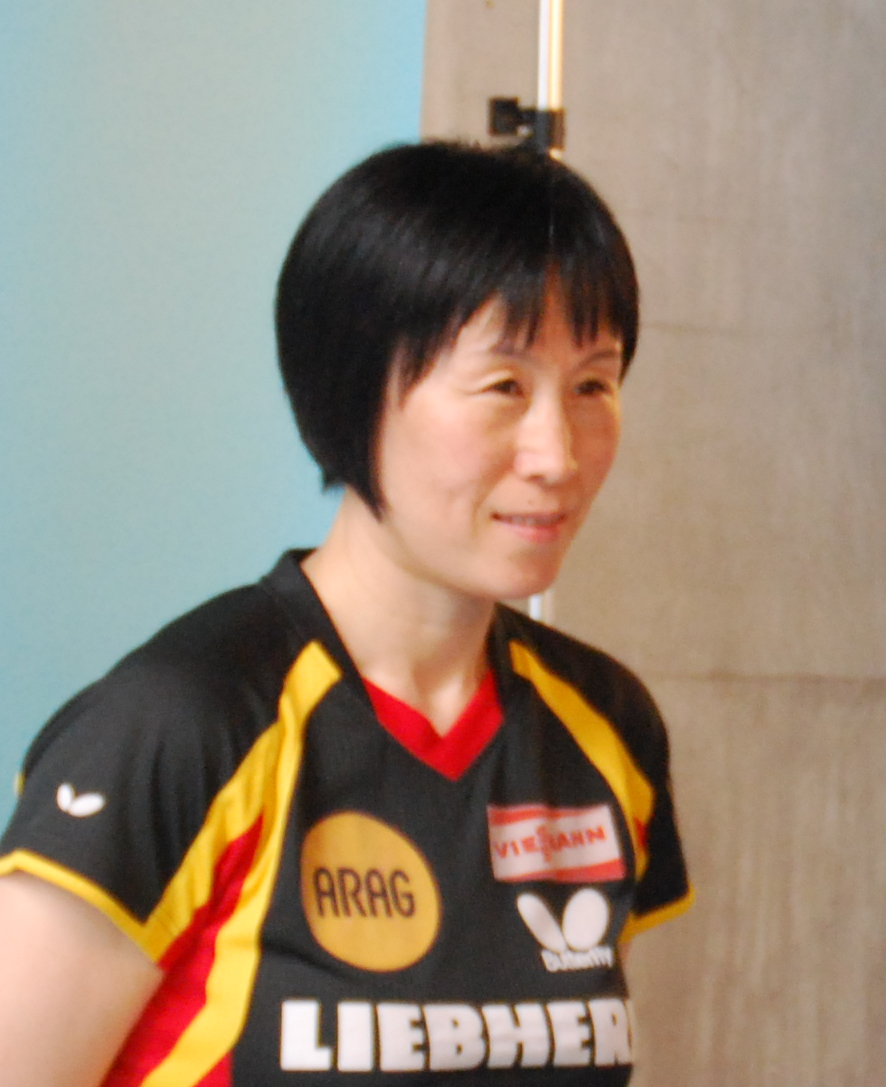

제 쇼프(독일어: Jie Schöpp, 중국어: 施婕 스제[*], 1968년 1월 25일 ~ )는 중국 하북성에서 태어난 독일의 탁구 선수다. 1997년 영국 멘체스터 세계선수권대회에서 단체 동메달을 획득하였다.